# Legacy of Kings
Legacy of Kings is het tweede album van de Zweedse heavymetalband HammerFall dat ook tot is stand gekomen door een samenwerking tussen Oscar Dronjak, Joacim Cans en Jesper Strömblad. Hoewel Jesper HammerFall reeds verlaten had, wilde de band toch nummers met hem schrijven, om het "magische gevoel" van Glory to the Brave te behouden. Het duurde zo'n veertig dagen om het album op te nemen wat behoorlijk lang is, zeker voor een beginnende band.
De cd werd goed ontvangen door media en fans waardoor HammerFall zeer populair werd op festivals zoals o.a. Dynamo Open Air en Rock Hard Festival. Daar trad de groep op met grote namen als Deep Purple, Rammstein, Dream Theater en Alice Cooper. Het behaalde de 15e plaats in de Zweedse en Duitse ranglijsten en plaatste zich op nummer 34 in Oostenrijk.

## Lijst van nummers
| Nr. | Titel                             | Schrijver(s)             | Duur |
| --- | --------------------------------- | ------------------------ | ---- |
| 1.  | Heeding the Call                  | Dronjak, Cans, Strömblad | 4:30 |
| 2.  | Legacy of Kings                   | Dronjak, Cans, Strömblad | 4:13 |
| 3.  | Let the Hammer Fall               | Dronjak, Cans, Strömblad | 4:16 |
| 4.  | Dreamland                         | Dronjak, Cans, Strömblad | 5:42 |
| 5.  | Remember Yesterday                | Dronjak, Cans, Strömblad | 5:04 |
| 6.  | At the End of the Rainbow         | Dronjak, Cans, Strömblad | 4:05 |
| 7.  | Back to Back (Pretty Maids cover) | Hammer, Owen, Atkins     | 3:39 |
| 8.  | Stronger Than All                 | Dronjak                  | 4:29 |
| 9.  | Warriors of Faith                 | Dronjak, Cans, Strömblad | 4:45 |
| 10. | The Fallen One                    | Dronjak, Cans, Strömblad | 4:23 |

## Bezetting
| Naam           | Functie                       |
| -------------- | ----------------------------- |
| Joacim Cans    | leadzanger, achtergrondzanger |
| Oscar Dronjak  | gitarist, achtergrondzanger   |
| Stefan Elmgren | leadgitarist                  |
| Magnus Rosén   | basgitarist                   |
| Patrik Räfling | drummer                       |

## Gastartiesten
- William J. Tsamis - leadgitaar op "At The End Of The Rainbow"
- L-O Forsberg - piano
- Fredrik Nordström - pianoarrangementen
- The Jericho Brothers - achtergrondzanger
- Ronny Milianovic - achtergrondzanger
- Peter Taxén - achtergrondzanger
- Per Cederwall - achtergrondzanger

## Singles
- Heeding the Call verscheen op 3 augustus 1998
- I Want Out verscheen op 31 augustus 1999